# Junkers Ju 52/3m

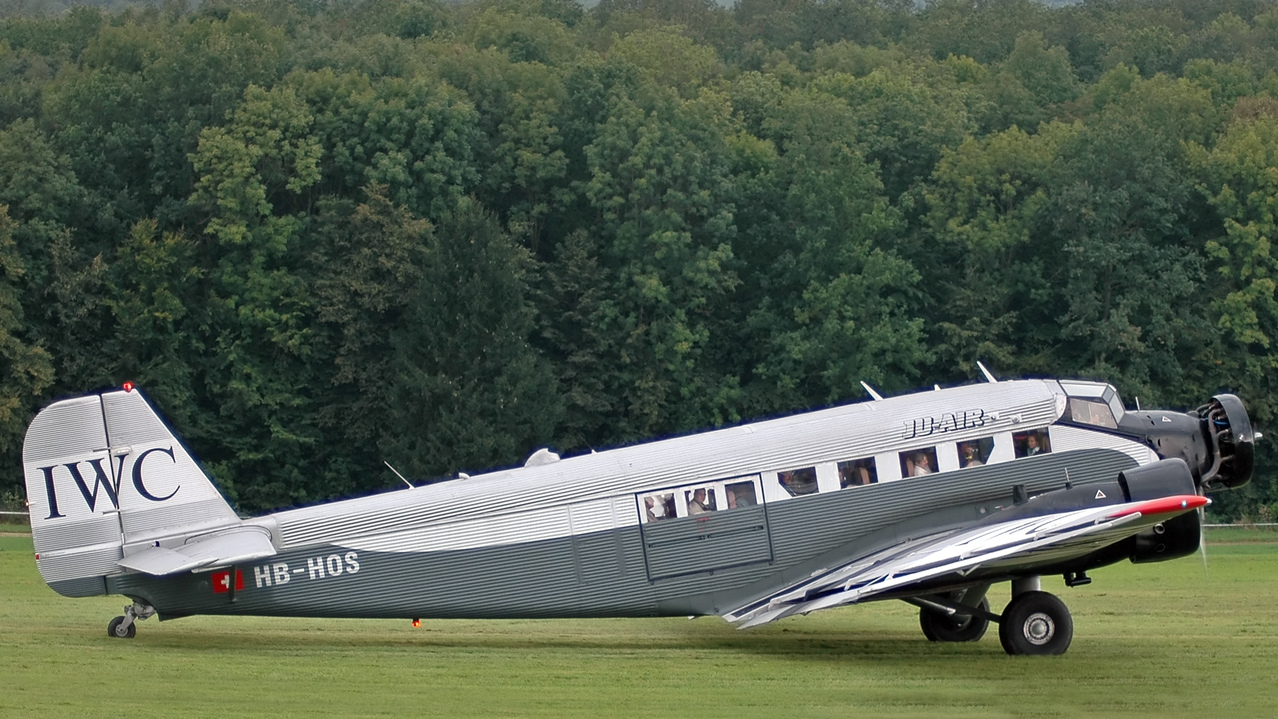
Ju 52

De Junkers Ju-52/3m is een vliegtuig gebouwd door de Duitse firma Junkers. Het is ook wel bekend onder de koosnaam "Tante Ju".
Het toestel dat tegenwoordig Junkers Ju-52 wordt genoemd, is de driemotorige Junkers Ju 52/3m, die uit de eenmotorige Ju-52/1m werd ontwikkeld. Net als eerdere toestellen van Junkers heeft de Junkers Ju-52/3m een metalen frame dat is bekleed met golfplaat. De hoofdontwerper was Ernst Zindel.
Het toestel werd ontwikkeld als een verkeersvliegtuig dat eenvoudig omgebouwd kon worden tot bommenwerper. Zulks in opdracht van de Reichswehr, die destijds in het geheim werkte aan de opbouw van een Duitse luchtmacht. Het maakte in maart 1932 zijn eerste vlucht.
Als passagiers- en transporttoestel deed het type dienst bij verschillende luchtvaartmaatschappijen in binnen- en buitenland. De Junkers Ju 52/3m stond bekend als betrouwbaar en comfortabel, maar ondervond al snel grote concurrentie van de Douglas DC-2 en DC-3.
Tijdens de Spaanse Burgeroorlog werd het type voor het eerst ook militair ingezet. Op 14 augustus 1936 vloog het de eerste bombardementsmissie en het toestel was onder andere betrokken bij het Bombardement op Guernica. Het vloog echter relatief langzaam en was daardoor een gemakkelijke prooi voor gevechtsvliegtuigen. Tijdens de Tweede Wereldoorlog was de Ju 52/3m het standaard transporttoestel van de Luftwaffe. Het werd op grote schaal ingezet bij verschillende luchtlandingsoperaties aan het begin van de oorlog. Bij de invasie van Nederland en België in mei 1940 werden ruim 400 toestellen ingezet voor het invliegen van luchtlandingstroepen. Hierbij gingen meer dan tweehonderd stuks verloren.
In Frankrijk werd de Junkers 52/3m tijdens de oorlog gebouwd door Avions Amiot. Na de oorlog werd de productie nog tot in 1947 voortgezet onder de benaming Amiot AAC-1 Toucan. Het toestel werd tevens door het Spaanse Construcciones Aeronáuticas (CASA) in licentie gebouwd, als CASA 352.
Tussen 1946 en 1949 heeft in Nederland een drietal exemplaren afkomstig uit de Geallieerde oorlogsbuit ingeschreven gestaan ten dienste van de Rijksluchtvaartschool. Het ging daarbij om de PH-UBA ("Opa"), PH-UBB ("Oome Keesje") en de PH-UBC ("Oma").

## Galerij

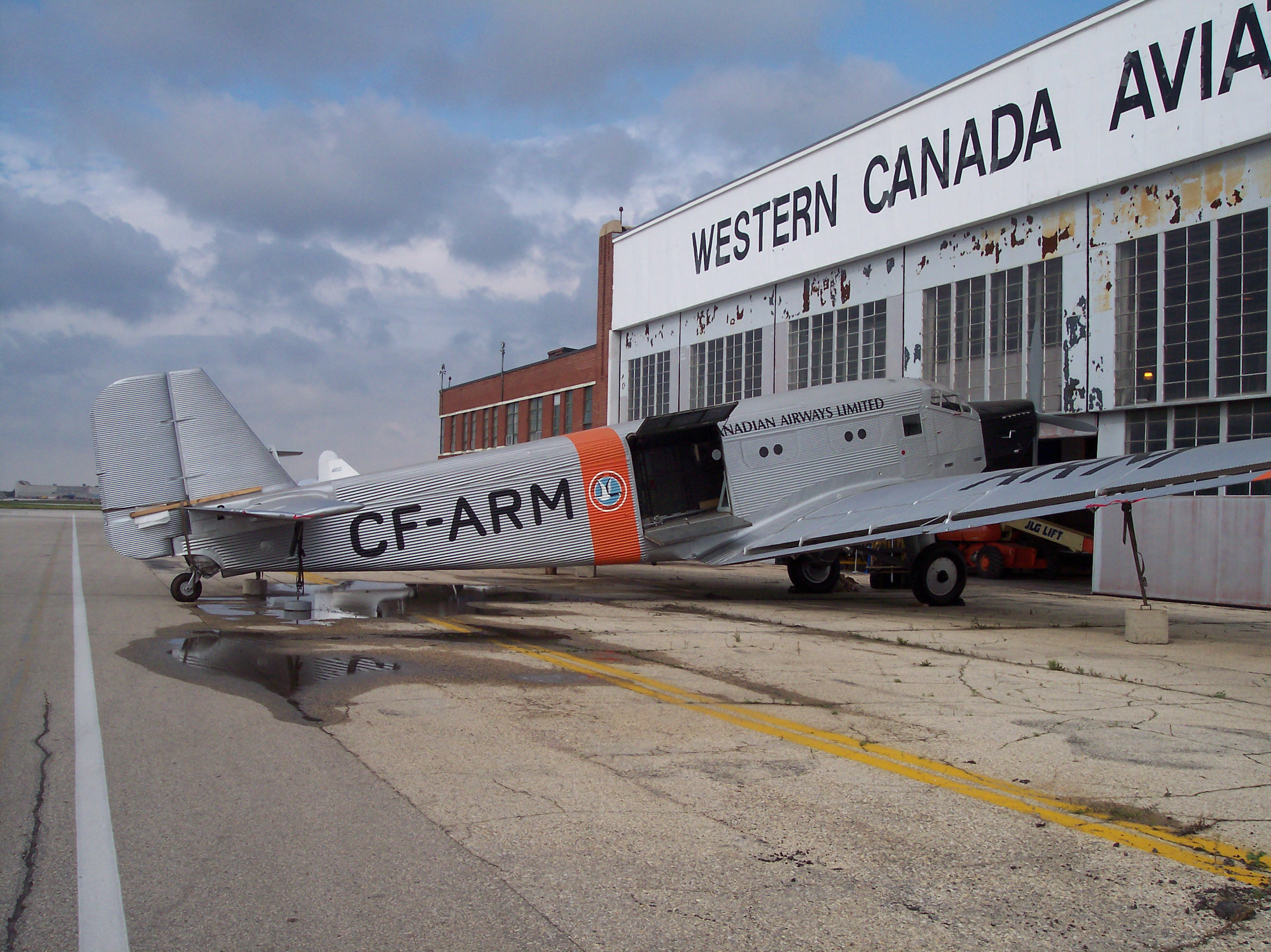
De voorganger Ju52/1m
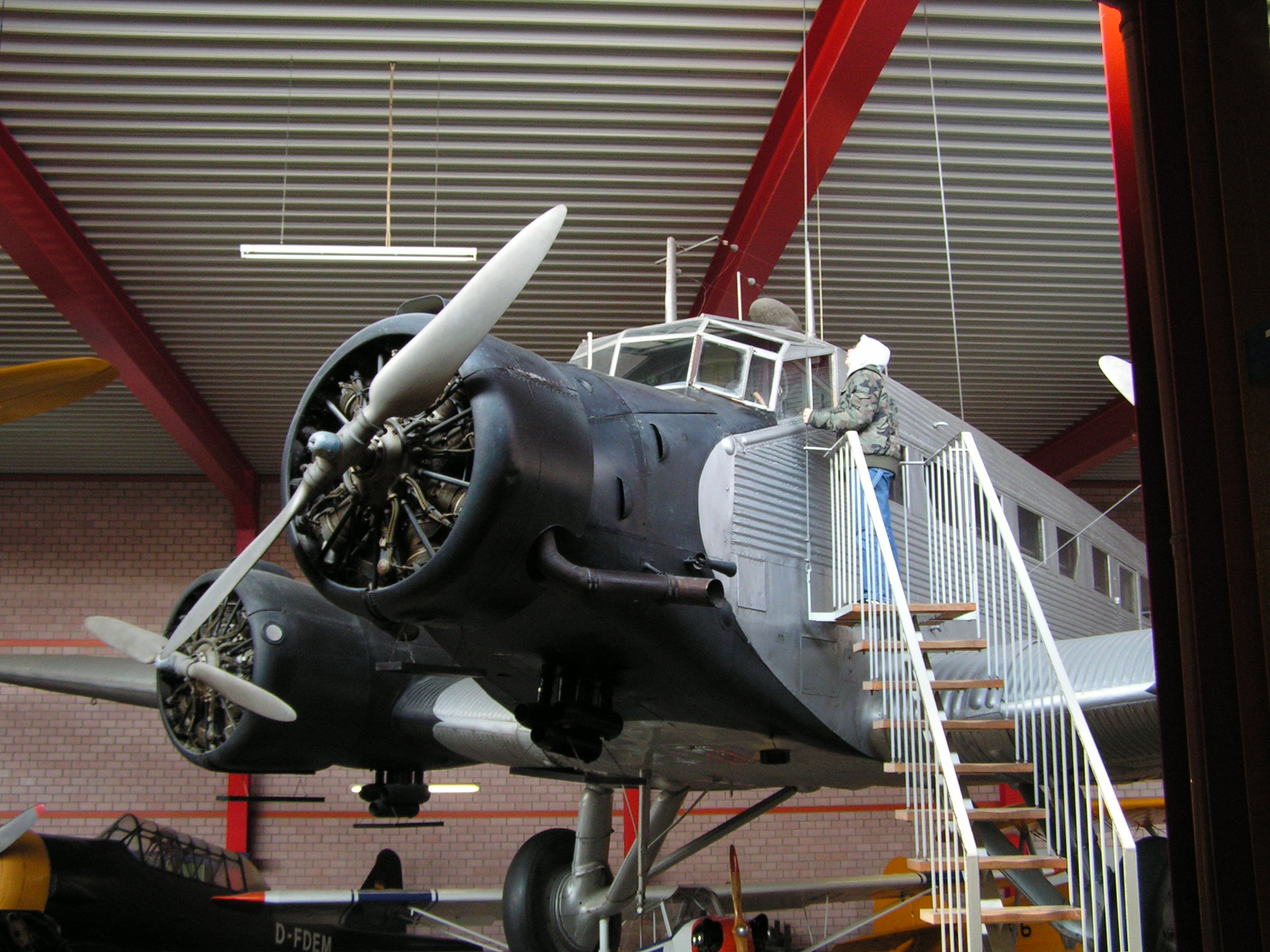
Detailfoto van de Junkers
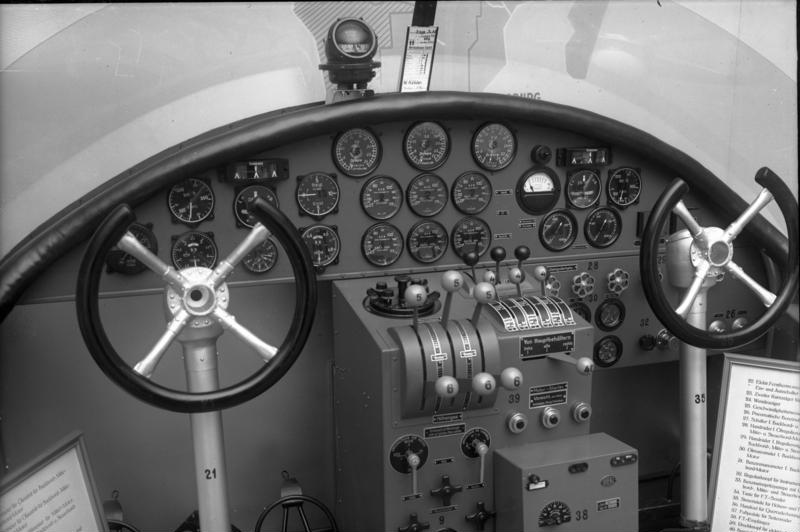
De cockpit van de Junkers